# 路易斯岩
路易斯岩（英語：Lewis Rocks）是南極洲的岩石，位於瑪麗伯德地，屬於菲利普斯山脈的一部分，美國地質調查局根據測量和美國海軍拍攝的空中照片繪入地圖，現時由南極條約體系管理。